# (3139) Shantou
(3139) Shantou ist ein Asteroid des Hauptgürtels, der am 11. November 1980 am Purple-Mountain-Observatorium in Nanjing entdeckt wurde.
Der Asteroid ist nach der chinesischen Stadt Shantou benannt.